# Église de la Sainte-Famille de Chicago
L'église de la Sainte-Famille (anglais : Holy Family Catholic Church) est un édifice religieux catholique de la ville de Chicago, dans l'État de l'Illinois, aux États-Unis. Elle est située au 1080 West Roosevelt Road, non loin du campus de l'université de l'Illinois à Chicago (UIC), dans le secteur de Near West Side.
Construite entre 1857 et 1860 par l'architecte John Mills Van Osdel, il s'agit de la deuxième église catholique la plus ancienne de la ville et la première paroisse jésuite de Chicago. Elle est inscrite au patrimoine historique. Elle jouxte le collège Saint-Ignace (d'abord dénommé St. Ignatius College, aujourd'hui St. Ignatius College Prep) ouvert par la compagnie de Jésus et le Père Damen en 1869. Depuis 1978,  le collège est mixte.
À l'instar de l'église Saint-Michel et de la Chicago Water Tower, l'édifice est l'un des rares à avoir survécu au Grand incendie de Chicago de 1871.

## Historique
La paroisse est fondée au milieu du XIXe siècle par des immigrés catholiques irlandais, italiens et allemands d'origine modeste. L'église est construite en 1857-1860 à l'initiative du curé, le père jésuite Arnold J. Damen (1815-1890), d'origine belge. L'église est épargnée par le grand incendie de 1871 qui détruit toute la ville. Le curé avait allumé sept cierges en l'honneur de Notre-Dame du Perpétuel Secours pour invoquer sa protection. La tradition rapporte que le vent aurait tourné à ce moment-là, sauvant l'édifice. C'est pourquoi sept cierges électriques sont aujourd'hui allumés en permanence devant l'autel de Notre-Dame du Perpétuel Secours, du côté Est, en souvenir de cet événement.
Dans les années 1890, l'église était la plus grande congrégation anglophone des États-Unis avec plus de 25 000 paroissiens. L'adhésion était initialement en grande partie irlandaise, passant à une population italienne, puis hispanique, puis afro-américaine.
L'église a failli fermer définitivement après 1984, le toit menaçant de s’écrouler. Les messes sont dites dans une petite chapelle du côté nord, la seule à être encore ouverte. Il n'y a plus que 150 fidèles à pratiquer encore. En 1987, le curé prévient ses rares paroissiens qu'il est prévu de démolir l'église. La situation demeure en l'état jusqu'en 1994. Un comité de préservation formé en 1988 prend les choses en mains pour trouver des financements, mais les supérieurs jésuites décident de la démolition de cette église devenue trop onéreuse. Des prières sont organisées à Notre-Dame du Perpétuel Secours, comme en 1871, et organisées dans toute la région pour épargner l'édifice. À la date limite de la fin de l'année 1991, plus d'un million de dollars sont récupérés. Les travaux peuvent commencer et l'église rouvre en 1994.
En janvier 2019, la paroisse a été fusionnée avec l'église Notre-Dame de Chicago dans le cadre du plan de reconfiguration de l'archidiocèse de Chicago. Les deux curés issus des deux anciennes paroisses font des messes dans les deux églises mais siègent à Notre-Dame, et l'église de la Sainte-Famille est toujours ouverte pour les événements spéciaux, les célébrations et les mariages.

### Le Grand incendie de 1871
L'église de la Sainte-Famille est l'un des rares bâtiments de la ville à avoir survécu à au Grand incendie de Chicago en 1871. Lorsque l'incendie s'est déclaré, Arnold J. Damen était à New York en train de prêcher en tant que missionnaire. Après avoir été mis au courant qu'un incendie faisait rage à Chicago, il a invoqué Notre-Dame du Perpétuel Secours pour protéger l'église et ses structures voisines et a promis d'allumer sept bougies devant sa statue dans l'église si celle-ci intercédait pour sa protection. Le complexe de l'église a en effet été épargné, et sept bougies (maintenant électriques) brûlent perpétuellement devant sa statue dans le transept Est.
Patrick et Catherine O'Leary, propriétaires de la vache qui aurait prétendument déclenché accidentellement l'incendie étaient paroissiens de l'église. En 1997, le conseil municipal de Chicago décline toute responsabilité de la vache de Mme O'Leary dans la propagation de l'incendie, mettant fin à plus d'un siècle de calomnies. À ce jour, les autorités municipales ignorent toujours la cause exacte de l'incendie.

## Description

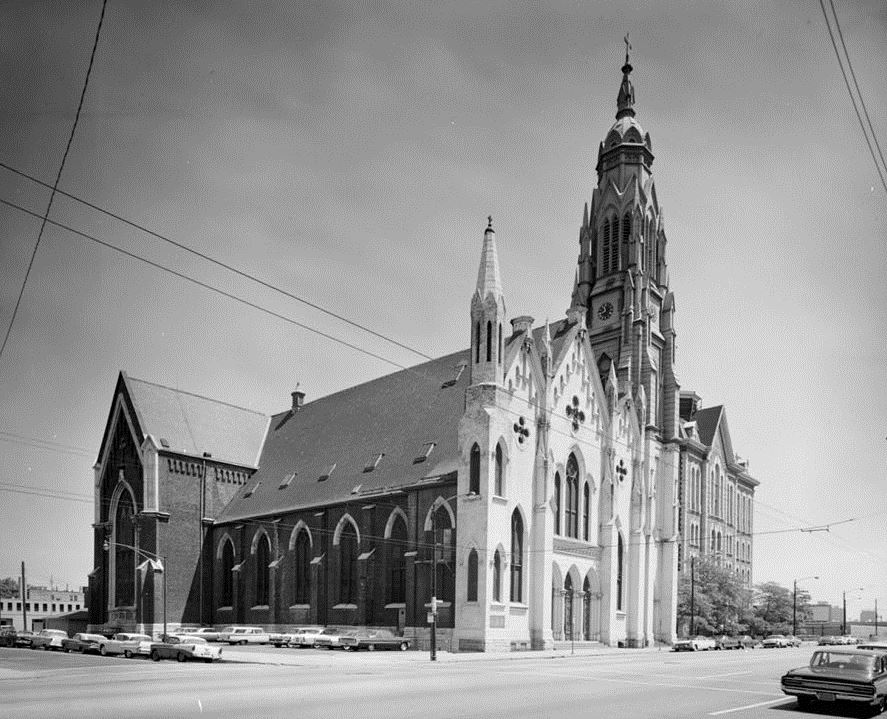
L'église et le collège en 1964.

Intérieur de l'église.

L'église est un bel exemple d'architecture néogothique et peut accueillir un millier de fidèles. Le transept a été ajouté en 1862 et la nef est allongée en 1866, augmentant ainsi la longueur de l'église à 180 mètres. Elle abrite les vitraux les plus anciens de la ville, dont l'un illustre saint Ignace de Loyola et ses compagnons. L'orgue provient de Louis Mitchell & Son Co de Montréal et date de 1870.
L'église de la Sainte-Famille possède vingt-neuf statues de bois doré représentant un orchestre d'anges, sculptées en 1870 par Charles-Olivier Dauphin, de Montréal. Le maître-autel consacré en 1865 est l'œuvre d'Anton Buscher avec ses treize statues. Il mesure plus de 50 mètres de hauteur. Le sculpteur Sebastian Buscher, son neveu, est l'auteur des autels de Notre-Dame et de saint Joseph, ainsi que des confessionnaux.
La tour de l'église a été construite en 1874. D'une hauteur de 72 mètres, c'était la structure la plus haute de la ville de Chicago jusqu'à ce que le Monadnock Building soit achevé en 1890. Les cloches en bronze ont été coulées en 1860 à Saint-Louis et ont été automatisées et la tour illuminée lors de la restauration de 1990.

## Préservation
En 2019, dix-neuf églises de Chicago, dont l'église de la Sainte-Famille, étaient menacées de fermeture. Pendant des générations, ces églises servirent de centres spirituels et de points d'ancrage pour leurs paroisses et leurs quartiers. La majorité de ces églises sont situées dans le South Side de la ville. La plupart des églises visées par la fermeture sont les plus anciennes et les plus grandes et ont des coûts d'entretien plus élevés. Il n'est pas surprenant que ce nombre comprenne certaines des églises les plus significatives de Chicago sur le plan architectural et historique.
Malgré leur classement élevé dans le système de classement par code couleur du Chicago Historic Resources Survey (CHRS), un classement établissant l'importance des bâtiments sur le plan architectural et historique, la plupart des dix-neuf églises ne sont pas désignées comme monuments historiques. En raison d'un amendement introduit en 1987 par Burt Natarus, alors conseiller municipal, qui exigeait le consentement du propriétaire de l'église pour classer un bâtiment, seule une poignée d'entre elles furent classées et protégées au titre des monuments patrimoniaux.
Bien que l'église de la Sainte-Famille soit populaire auprès de ses paroissiens, il est prévu de mettre fin aux messes du dimanche matin. Les messes du dimanche soir et les mariages pourront continuer à y être célébrés. L'église survécut au grand incendie de Chicago en 1871 et appartient à la Compagnie de Jésus, ou communauté jésuite, de Chicago. Afin de préserver l'église d'une hypothétique fermeture et d'assurer sa continuité, les membres de la Compagnie de Jésus et les paroissiens ont recours aux donations.

## Adresse
Holy Family Parish, 1104-1114 West Roosevelt Road, Chicago,  Illinois